# Clifford Opoku-Afari
Clifford Opoku-Afari (* 6. August 1977) ist ein deutscher Sportwissenschaftler, Autor, Referent, Trainer und Personal Trainer.

## Leben
Clifford Opoku-Afari war 16 Jahre lang Leichtathlet in den Disziplinen Sprint und Weitsprung. Anschließend widmete  er sich seinem sportwissenschaftlichen Studium und bildete sich zusätzlich regelmäßig in den Bereichen Fitness, Ernährung, Medizin und Psychologie fort. Als Dozent bei der Deutschen Trainer Akademie bildete der Diplom-Trainer für medizinische Fitness mittlerweile ca. 2000  Trainer aus. Der Buchautor wird regelmäßig als Redner für Gesundheits- und Fitnessthemen bei Firmenveranstaltungen und Kongressen gebucht. Zusätzlich betreibt er in Köln ein Studio für Personal Training und publiziert Artikel über Gesundheit.

## Veröffentlichungen
- Die Diät-Katastrophe: Über das Kohlenhydrat-Kartell, süße Machenschaften und Wege aus dem Diätendschungel. Systemed, Lünen 2006, ISBN 3-927372-31-5; 2., aktualisierte und überarbeitete Auflage: Das Kohlenhydratkartell: Über die Diätkatastrophe, die finsteren Machenschaften der Zuckerlobby und Wege aus dem Diätendschungel. Systemed, Lünen 2008, ISBN 978-3-927372-43-6.
- (mit Nicolai Worm, Heike Lemberger) Mehr vom Sport: Low-Carb und LOGI in der Sporternährung. Systemed, Lünen 2009, ISBN 978-3-927372-41-2.